# Ajo Motorsport
Ajo Motorsport est une équipe finlandaise de compétition motocycliste présente en championnat du monde Moto2 et Moto3/125 cm3, ainsi que dans le championnat du monde de courses sur route (type Tourist Trophy) et dans les championnats espagnols et européens. Son team manager est l'ancien pilote Aki Ajo.
L'équipe fait ses débuts en 2001 et remporte sa première victoire en 2003. Le team Ajo Motorsport remporte six titres pilotes ; le championnat 125 cm3 avec Mike Di Meglio en 2008 et Marc Márquez en 2010, le championnat Moto3 en 2012 et 2016 avec Sandro Cortese et Brand Binder, et les championnats Moto2 en 2015 et 2016 avec Johann Zarco. Championnat du monde de vitesse 2016 classement des pilotes 2016 Johann Zarco

## Historique

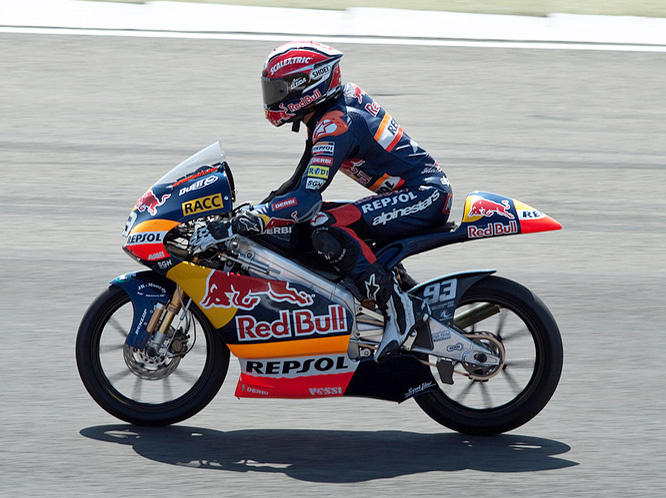
Marc Márquez au Sachsenring en 2010.

La première course en championnat du monde a lieu en 2001 au Sachsenring où l'équipe engage finlandais Mika Kallio, jeune pilote débutant en Grand Prix. L'équipe et cette nouvelle recrue participent également à la course de Valence, plus tard dans la saison. 
2002 est la première saison où l'équipe participe de façon régulière au championnat, avec Kallio comme unique pilote. Le meilleur résultat de la saison est une cinquième place à Jerez, et leur pilote remporte le titre de « Rookie of the Year », finissant devant des concurrents comme Andrea Dovizioso et Jorge Lorenzo.
En 2003 la structure passe à deux machines, Kallio est rejoint par le japonais Masao Azuma. Puis Kallio quitte l'équipe en août après avoir reçu une offre de KTM et est remplacé par l'italien Andrea Ballerini. En Australie, l'équipe remporte un doublé avec Ballerini en première place et Azuma en deuxième, cet excellent résultat est en partie dû à la combinaison des conditions humides et des Bridgestone qui sont performants dans ces conditions.
Pour 2004, l'équipe attaque la saison avec deux nouveaux pilotes, le  tchèque Lukáš Pešek et le danois Robbin Harms, mais celle-ci s'avère décevante car Pešek chute à plusieurs reprises et Harms subit de nombreuses blessures. Pešek part chez Derbi la saison suivante.
Le français Alexis Masbou et le japonais Tomoyoshi Koyama sont sélectionnés par Ajo pour 2005. Koyama remporte le titre de « Rookie of the Year », le deuxième de l'équipe en quatre ans. Les meilleurs résultats sont  une deuxième place en Australie et une troisième en Turquie, au classement général ils obtiennent la huitième place. L'équipe garde les mêmes pilotes l'année suivante, mais obtient de nouvelles motos de Malaguti. Les deux pilotes subissent de nombreuses blessures qui affectent leur saison. Masbou ne peut participer qu'à huit courses et ne marque pas de points, le meilleur résultat de Koyama est une sixième place à Estoril, le team termine le championnat à la 15e place.
En 2007, l'équipe fait rouler des Derbi emmenées par l'autrichien Michael Ranseder et le roumain Robert Mureşan. Ranseder termine dans les points à treize reprises, tandis que Mureşan ne réussit pas à en marquer.
Ajo Motorsport/Derbi poursuit pour la saison 2008 avec le « frenchie » Mike Di Meglio et l'helvétique Dominique Aegerter. Di Meglio remporte quatre courses (France, Catalogne, Allemagne et Australie) et remporte le championnat du monde, deux courses avant la fin de saison. Aegerter termine pour sa part, huitième à deux reprises.
L'allemand Sandro Cortese accompagné Dominique Aegerter roulent pour le team en 2009. L'équipe monte sur plusieurs podiums durant la saison, mais ne réussit pas à gagner de course.
Pour le millésime 2010, Ajo Motorsport engage l'espagnol Marc Márquez, Sandro Cortese et Adrián Martín (en). La saison est un succès, Márquez engrange douze poles, dix victoires et apporte ainsi à son équipe son deuxième titre mondial en l’espace de trois ans.